# Іоанн I (консул Гаети)
Іоанн I (†933), консул Гаети (906—933), син консула Доцибіла I та його дружини Мотрони. Співправив разом з батьком з 877. Наступного року отримав почесний титул патриція від Візантійського імператора Констянтина VII.
Іоанн визнав свого брата Анатолія герцогом Террачіни та продав замок Драгончелло іншим братам. Одружив своїх сестер на відомих знатних особах лангобардського походження. У 914 призначив свого сина Доцибіла II співправителем. У 915 Іоанн і Доцибіл об'єднали своє військо з грецькими, лангобардськими та папськими військами, рушивши проти сарацинів. Під час відомої битви біля Гарільяно правителі Гаети покрили себе славою. Територія їх володінь розширилась.
Іоанн продовжував будівництво палацу в Гаеті, яке розпочав ще його батько. У 933 призначив співправителем свого онука Іоанна II. Крім Доцибіла II мав синів Лева, Костянтина та Петра.